# استراتژی هم‌زمان
راهبردی بی‌درنگ یا استراتژیک بی‌درنگ (همچنین استراتژیک درزمان واقعی) (به انگلیسی: Real-time strategy (RTS)) سبکی از بازی راهبردی است که تغییرات در بازی به صورت لحظه به لحظه و بدون توقف اعمال می‌شوند. تقریباً می‌توان گفت بازی راهبردی که نوبتی نباشد راهبرد بی‌درنگ است. در سبک بازی جنگی موقعیت بازیکنان واحدها و ساختمان‌های تحت کنترل آن در مناطق امن در نقشه قرار دارد و به جنگ با دشمنان می‌پردازد. به‌طور معمول در این سبک بازی از نمای بالا دنبال می‌شود و امکان ایجاد سازهایی در بازی وجود دارد و به اندازه نیاز بازیکن می‌توان میزان استفاده از منابع موجود در نقشه را تغییر داد. بعضی از ویژگی‌های محیط دسکتاپ همچون کلیک کردن یا کشیدن روی سطح نقشه استفاده می‌شود. ترکیب راهبرد بی درنگ و راهبرد نوبتی، راهبرد ترکیبی میباشد.

## مثال های معروف
فرمان و تسخیر: ژنرال‌ها
قلعه(بازی ویدئویی۲۰۰۱)
قیام ملت ها